# Ahmad Massoud
Ahmad Massoud (en dari : احمد مسعود), né le 10 juillet 1989 dans le Panchir, est un militaire et homme politique afghan. Il est le fils du commandant Ahmed Chah Massoud.

## Situation personnelle

### Origines
Fils d'Ahmed Chah Massoud, figure de la résistance à l'invasion soviétique puis aux talibans, et de Sediqa Massoud, Ahmad Massoud est l'aîné et le seul garçon d'une fratrie de six enfants.
Il est âgé de 12 ans lorsque son père est assassiné par des agents d'Al-Qaïda, le 9 septembre 2001. Ahmad et ses sœurs émigrent alors en Iran, où il vit une dizaine d'années.

### Formation
Sous la pression de son entourage, qui le destine à une carrière politique, il renonce à son souhait d'étudier l'astronomie. Il fait ses études au Royaume-Uni, à l'Académie militaire de Sandhurst puis au King's College de Londres où il étudie les relations internationales. Il a aussi étudié la théologie islamique et l'histoire religieuse de l'Asie centrale et du Sud auprès d'oulémas afghans et étrangers.

## Engagement politique et militaire

### Retour en Afghanistan
En 2016, Ahmad Massoud rentre en Afghanistan. Il se marie à Kaboul avec sa cousine Lili, qui habitait également Londres.
En septembre 2019, il crée le mouvement politique Front pour la résistance. En 2020, Ahmad Massoud critique les conditions dans lesquelles l'accord de Doha est conclu, le 29 février, entre les Américains et les talibans, déclarant ; « Cela a miné le moral de l’État afghan et celui des forces armées, et cela a encouragé les insurgés qui, depuis, multiplient les attaques. » Pour lui, qui se dit prêt à combattre, « Avec les talibans, la paix est toujours un prétexte pour faire encore plus la guerre. »

### Conflit du Panchir et résistance au régime taliban
À la suite d'une offensive militaire conduite de mai à août 2021, les talibans reviennent au pouvoir en prenant Kaboul, le 15 août 2021, et restaurent l'émirat islamique d'Afghanistan, tandis que le président de la république islamique d'Afghanistan Ashraf Ghani fuit le pays.
Deux jours plus tard, le 17 août, Massoud s'allie avec Amrullah Saleh, vice-président de la République islamique d'Afghanistan et autoproclamé président par intérim, pour annoncer la résistance dans la vallée du Panchir face aux talibans et à l'émirat islamique. Ils créent alors le Front national de résistance (FNR) pour organiser une lutte armée contre le nouveau pouvoir taliban, et Massoud lance un appel dans la presse américaine, assurant opposer une « résistance acharnée » en cas d'assaut taliban il ajoute : « nous savons que nos forces militaires et notre logistique ne seront pas suffisantes. Elles s'épuiseront rapidement, à moins que nos amis occidentaux ne trouvent le moyen de nous approvisionner sans délai » ; et « implore les amis de l'Afghanistan en Occident d'intercéder pour nous à Washington et à New York, auprès du Congrès et de l'administration Biden. Intercéder pour nous à Londres, où j'ai fait mes études, et à Paris, où la mémoire de mon père a été honorée ce printemps par la création d'une allée à son nom dans les jardins des Champs-Élysées ». Entre autres raisons, il affirme la nécessité de protéger les droits des femmes, d'empêcher les exécutions publiques et d'éviter que l'Afghanistan devienne « le point zéro du terrorisme islamiste radical ».
Un porte-parole du mouvement déclare que le FNR est aussi prêt à négocier, dans l'optique de la « formation d’un gouvernement inclusif ». Pour Ahmad Massoud, « Parler est une chose. On peut parler. Dans toutes les guerres, on parle. Mais se rendre est une autre chose. Et je vous répète qu’il n’est pas question, pour mes commandants et moi, de nous rendre […] Je n’accepterai jamais une paix imposée dont le seul mérite serait d’apporter la stabilité ». Plusieurs députés français « ont pressé l'exécutif » d'entendre l'appel au soutien logistique du Front national de résistance.
Le 6 septembre suivant, après la prise de contrôle du Panchir par les talibans, Massoud appelle à poursuivre la lutte contre le nouveau pouvoir.
Le 9 janvier 2022, il rencontre une délégation talibane, notamment le ministre taliban des Affaires étrangères Amir Khan Muttaqi, à Téhéran en Iran. Mais les négociations concernant un éventuel partage du pouvoir se soldent par un échec en raison de « divergences irréconciliables » concernant le système politique en Afghanistan, les talibans refusant le principe d'une démocratie.

## Ouvrage
- Notre Liberté, Bouquins, 2023 (prix de la Grande Mosquée 2023)[5].
- In the Name of my Father: Struggling for Freedom in Afghanistan (en anglais), Republic Book Publishers, 2024[14].